# Shangluo
Shangluo (en chino, 商洛; pinyin, Shāng·Luò) es una ciudad-prefectura en la provincia de Shaanxi, República Popular de China. A una distancia aproximada de 60 kilómetros de la capital provincial. Limita al norte con Weinan, al sur con la provincia de Hubei, al oeste con Xi'an y al este con la provincia de Henan. Su área es de 19 587km² y su población total para 2010 superó los 2,34 millones de habitantes. 

## Administración
La ciudad prefectura de Shangluo se divide en 10 localidades que se administran en 1 distrito urbano y 9 condados rurales;
- Distrito Shangzhou 商州区
- Condado Luonan 洛南县
- Condado Danfeng 丹凤县
- Condado Shangnan 商南县
- Condado Shanyang 山阳县
- Condado Zhen'an 镇安县
- Condado Zhashui 柞水县

## Clima
| Parámetros climáticos promedio de Shangluo (1971−2000) | Parámetros climáticos promedio de Shangluo (1971−2000) | Parámetros climáticos promedio de Shangluo (1971−2000) | Parámetros climáticos promedio de Shangluo (1971−2000) | Parámetros climáticos promedio de Shangluo (1971−2000) | Parámetros climáticos promedio de Shangluo (1971−2000) | Parámetros climáticos promedio de Shangluo (1971−2000) | Parámetros climáticos promedio de Shangluo (1971−2000) | Parámetros climáticos promedio de Shangluo (1971−2000) | Parámetros climáticos promedio de Shangluo (1971−2000) | Parámetros climáticos promedio de Shangluo (1971−2000) | Parámetros climáticos promedio de Shangluo (1971−2000) | Parámetros climáticos promedio de Shangluo (1971−2000) | Parámetros climáticos promedio de Shangluo (1971−2000) |
| Mes                                                    | Ene.                                                   | Feb.                                                   | Mar.                                                   | Abr.                                                   | May.                                                   | Jun.                                                   | Jul.                                                   | Ago.                                                   | Sep.                                                   | Oct.                                                   | Nov.                                                   | Dic.                                                   | Anual                                                  |
| ------------------------------------------------------ | ------------------------------------------------------ | ------------------------------------------------------ | ------------------------------------------------------ | ------------------------------------------------------ | ------------------------------------------------------ | ------------------------------------------------------ | ------------------------------------------------------ | ------------------------------------------------------ | ------------------------------------------------------ | ------------------------------------------------------ | ------------------------------------------------------ | ------------------------------------------------------ | ------------------------------------------------------ |
| Temp. máx. media (°C)                                  | 6.0                                                    | 8.3                                                    | 13.0                                                   | 20.2                                                   | 24.8                                                   | 28.6                                                   | 30.1                                                   | 29.1                                                   | 23.9                                                   | 18.9                                                   | 13.1                                                   | 7.9                                                    | 18.7                                                   |
| Temp. mín. media (°C)                                  | -3.7                                                   | -1.5                                                   | 2.6                                                    | 8.4                                                    | 12.7                                                   | 16.8                                                   | 20.1                                                   | 19.4                                                   | 14.4                                                   | 8.8                                                    | 3.0                                                    | -2.0                                                   | 8.3                                                    |
| Precipitación total (mm)                               | 8.2                                                    | 11.7                                                   | 31.4                                                   | 50.0                                                   | 66.2                                                   | 80.2                                                   | 124.3                                                  | 98.4                                                   | 97.0                                                   | 68.5                                                   | 25.5                                                   | 7.1                                                    | 668.5                                                  |
| Días de precipitaciones (≥ 0.1 mm)                     | 5.0                                                    | 5.3                                                    | 8.7                                                    | 9.2                                                    | 10.2                                                   | 10.5                                                   | 12.7                                                   | 11.7                                                   | 11.6                                                   | 10.4                                                   | 6.5                                                    | 3.7                                                    | 105.5                                                  |
| Fuente: Weather China                                  |                                                        |                                                        |                                                        |                                                        |                                                        |                                                        |                                                        |                                                        |                                                        |                                                        |                                                        |                                                        |                                                        |